# Seznam olympijských medailistů v přetahování lanem
V přetahování lanem soutěžila družstva na každých olympijských hrách od roku 1900 do roku 1920. Soutěž byla původně vypsána pro kluby, což znamenalo, že jedna země mohla vyhrát několik medailí. To se stalo v roce 1904, kdy USA vyhrály všechny tři medaile, a v roce 1908, kdy byly stupně vítězů obsazeny třemi týmy Velké Británie. Mezi nejúspěšnějšími zeměmi bylo s dvěma medailemi rovněž Švédsko, jednou jako člen smíšeného týmu.

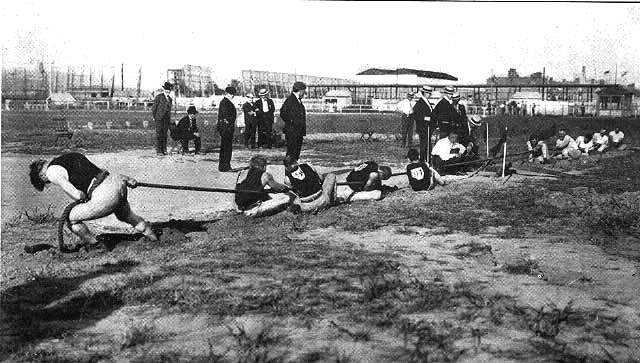
Soutěž v přetahování lanem na olympijských hrách 1904.

| Místo    | Zlato                                             | Stříbro                                                              | Bronz                                                                |
| -------- | ------------------------------------------------- | -------------------------------------------------------------------- | -------------------------------------------------------------------- |
| LOH 1900 | · Švédsko (SWE) · Dánsko (DEN)                    | · Francie (FRA)                                                      | · Spojené státy americké (USA)                                       |
| LOH 1904 | · Spojené státy americké (USA) · (Milwaukee A.C.) | · Spojené státy americké (USA) · (South West Turnverein St. Louis#1) | · Spojené státy americké (USA) · (South West Turnverein St. Louis#2) |
| LOH 1908 | · Velká Británie (GBR) · (City Police)            | · Velká Británie (GBR) · (Liverpool Police)                          | · Velká Británie (GBR) · (K. Division Metropolitan Police)           |
| LOH 1912 | · Švédsko (SWE)                                   | · Velká Británie (GBR)                                               | nikdo – soutěžila pouze dvě družstva                                 |
| LOH 1920 | · Velká Británie (GBR)                            | · Nizozemsko (NED)                                                   | · Belgie (BEL)                                                       |